# 石並川
石並川（いしなみがわ）は、宮崎県日向市を流れる二級水系石並川本流である 。

## 地理
「神陰山」（1,272.1m）山麓に端を発しV字谷を形成し山麓沿いにうねりながら流れ平野部に至り、すぐに日向灘に流入する。

## 流域の自治体
宮崎県日向市

## 庭田水源の森
石並川支流「丸木谷」の「畑倉山」（849.4m）を中点とした北東山麓に位置する森林で、庭田水源の森として水源の森百選に指定されている。
| 山岳   | 面積(ha) | 標高(m)   | 人工林(%) | 天然林(%) | 主な樹種     | 制限林           | 種類             | 流量(m3/日) |
| ------ | -------- | --------- | --------- | --------- | ------------ | ---------------- | ---------------- | ----------- |
| 畑倉山 | 450      | 320 ～930 | 100       | 0         | スギ・ヒノキ | 水源かん養保安林 | 流水（石並川）、 | 7,500       |

過去に昔は炭焼きで山が荒廃し、山林はすべて40年以上かけて植林した人工林である。水源は農業用水のほか生活用水、ゴルフ場の池の水にも利用されている。水源の森のすぐ南方には、若山牧水が故郷の詩で歌った名峰尾鈴山が望める。
所在地：宮崎県日向市大字山陰字庭田（データは指定年1995年（平成7年）7月）

## 流域の道路・鉄道
- 宮崎県道301号山陰都農線
- 宮崎県道302号高鍋美々津線
- 国道10号
- 日豊本線